# Кент Андерссон
Кент А́ндерссон (швед. Kent Andersson; нар. 1 серпня 1942, Гетеборг, Вестра-Йоталанд, Швеція — пом. 29 серпня 2006, Ландветтер, Геррида, Вестра-Йоталанд, Швеція) — шведський мотогонщик, дворазовий чемпіон світу з шосейно-кільцевих мотогонок MotoGP в класі 125сс (1973—1974). Єдиний швед, який вигравав чемпіонат світу з шосейно-кільцевих мотоперегонів.

## Кар'єра
Кар'єра Кента Андерссона в мотоспорті почалася в середині шістдесятих років XX століття, коли він їздив на мотоциклах Bultaco 125 та Monark 250. В 1965 році він виграв чемпіонат Швеції, а в наступному, 1966 році, дебютував у чемпіонаті світу MotoGP, виступаючи на мотоциклах Husqvarna, налаштовуючи їх самотужки.
У 1967 році Андерссон придбав мотоцикл Yamaha TD 250, з яким повернув собі титул чемпіона Швеції в класі 250сс, не беручи участі у чемпіонаті світу.
В 1968 році Кент повернувся у гонки Гран-Прі, виступаючи на Yamaha. На мотоциклах цієї японської марки Андерссон виступав до закінчення кар'єри у 1975 році.
Незважаючи на те, що Кент Андерссон виграв 4 гонки в класі 250cc, клас, в якому він досяг найвищих результатів став 125сс, де він виграв 14 Гран-Прі і двічі святкував перемогу в загальному заліку в 1973 і 1974 роках.
Андерссон запам'ятався також тим, що він був першим гонщиком, що виграв Гран-Прі, використовуючи шини Michelin.
Після завершення спортивної кар'єри Андерссон залишився у мотоспорті, працюючи у відділі розвитку Yamaha, паралельно виступаючи у різних національних та міжнародних змаганнях.

## Статистика виступів

### MotoGP

#### У розрізі сезонів
Система нарахування очок, що діяла у 1950—1968 роках:
| Місце | 1 | 2 | 3 | 4 | 5 | 6 |
| Очки  | 8 | 6 | 4 | 3 | 2 | 1 |

Система нарахування очок, що діяла з 1969 року:
| Місце | 1  | 2  | 3  | 4 | 5 | 6 | 7 | 8 | 9 | 10 |
| Очки  | 15 | 12 | 10 | 8 | 6 | 5 | 4 | 3 | 2 | 1  |

| Сезон  | Клас   | Мотоцикл  | Гонки | Перемоги | Подіуми | Поули | Очки | Місце |
| ------ | ------ | --------- | ----- | -------- | ------- | ----- | ---- | ----- |
| 1966   | 250cc  | Husqvarna | 3     | 0        | 0       | 0     | 4    | 20    |
| 1966   | 350cc  | Husqvarna | 1     | 0        | 0       | 0     | 1    | 25    |
| 1968   | 125cc  | MZ        | 1     | 0        | 0       | 0     | 2    | 17    |
| 1968   | 250cc  | Yamaha    | 3     | 0        | 1       | 0     | 6    | 8     |
| 1969   | 125cc  | Maico     | 4     | 0        | 2       | 0     | 36   | 4     |
| 1969   | 250cc  | Yamaha    | 11    | 2        | 7       | 0     | 84   | 2     |
| 1970   | 250cc  | Yamaha    | 6     | 1        | 5       | 0     | 67   | 3     |
| 1970   | 350cc  | Yamaha    | 5     | 0        | 3       | 0     | 44   | 4     |
| 1971   | 125cc  | Yamaha    | 4     | 0        | 2       | 0     | 30   | 9     |
| 1971   | 250cc  | Yamaha    | 2     | 0        | 0       | 0     | 14   | 14    |
| 1972   | 50cc   | Kreidler  | 1     | 0        | 1       | 0     | 10   | 12    |
| 1972   | 125cc  | Yamaha    | 9     | 3        | 8       | 0     | 87   | 2     |
| 1972   | 250cc  | Yamaha    | 6     | 0        | 2       | 0     | 39   | 7     |
| 1973   | 125cc  | Yamaha    | 7     | 5        | 7       | 0     | 99   | 1     |
| 1973   | 350cc  | Yamaha    | 6     | 0        | 1       | 0     | 38   | 6     |
| 1974   | 125cc  | Yamaha    | 9     | 5        | 8       | 3     | 87   | 1     |
| 1974   | 250cc  | Yamaha    | 4     | 1        | 1       | 0     | 34   | 8     |
| 1975   | 125cc  | Yamaha    | 8     | 1        | 5       | 1     | 67   | 3     |
| Всього | Всього | Всього    | 90    | 18       | 53      | 4     | 749  |       |